# Palais des Soviets

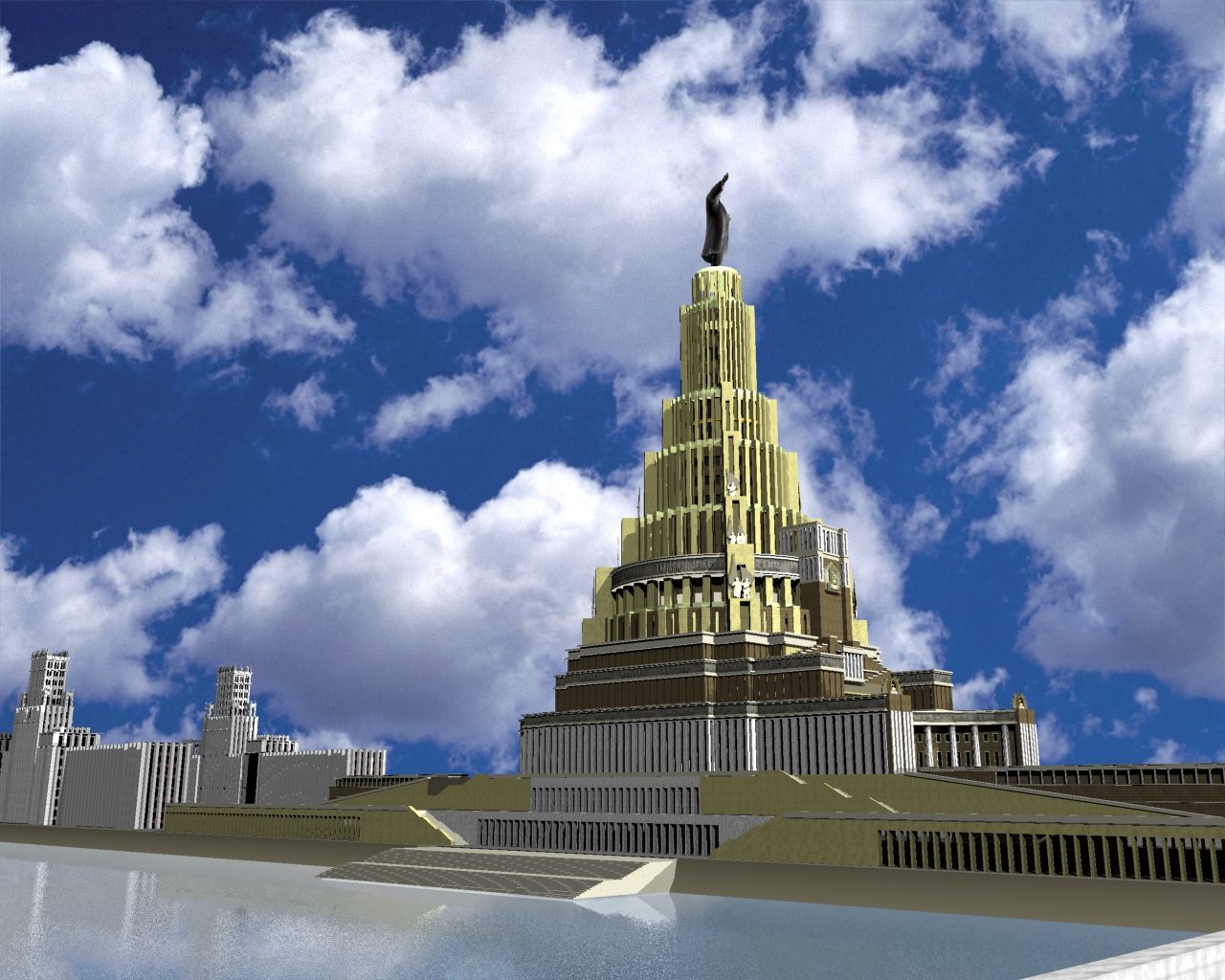
Photomontage représentant le Palais des Soviets.

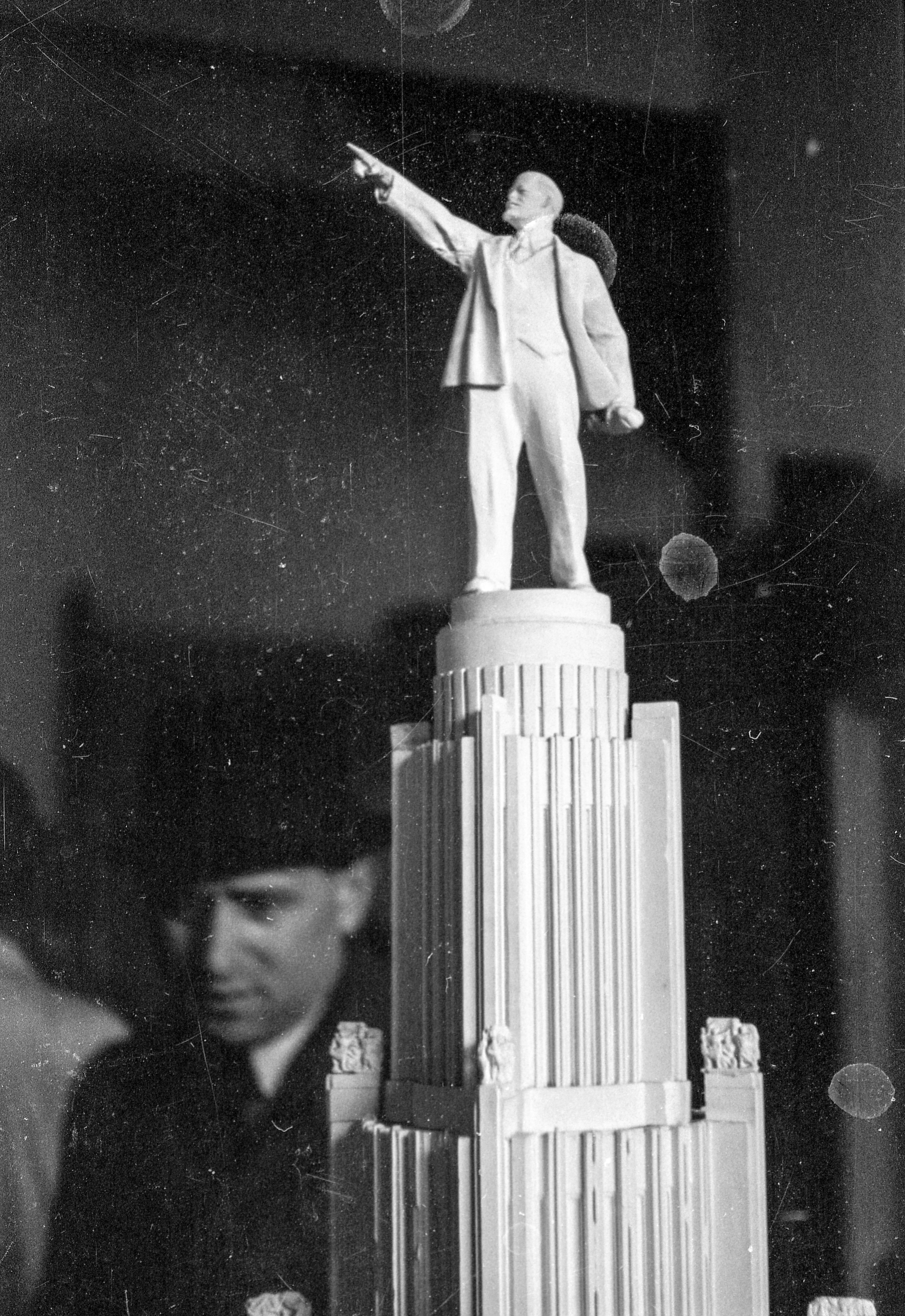
Maquette de la statue de Lénine qui devait orner l'édifice.

Le palais des Soviets (russe : Дворец Советов, Dvorets Sovetov) était un projet de construction d'un centre administratif et de congrès à Moscou en URSS, près du Kremlin, sur le site de la cathédrale du Christ-Sauveur, démolie à cet effet. Le concours architectural de 1931-1933 fut remporté par Boris Iofane avec un projet aux accents néoclassiques, remanié ensuite par Vladimir Chtchouko, Vladimir Gelfreich et lui-même en un gigantesque gratte-ciel. S'il avait été construit celui-ci serait devenu la plus haute structure jamais construite à l'époque. Le chantier débuta en 1937 et fut interrompu par l'invasion allemande de 1941. Entre 1941 et 1942, sa charpente en acier est démantelée et utilisée pour des fortifications et des ponts. Les travaux n'ont jamais repris et en 1958, les fondations du palais sont reconverties en piscine en plein air baptisé piscine Moskva, laquelle allait devenir la plus grande du monde. Enfin, celle-ci laissera à son tour la place à la cathédrale reconstruite à son emplacement initial entre 1995 et 2000.
Une station de métro proche, percée en 1935 sous le nom de Palais des Soviets, est rebaptisée Kropotkinskaïa en 1957.

## Maturation du concept

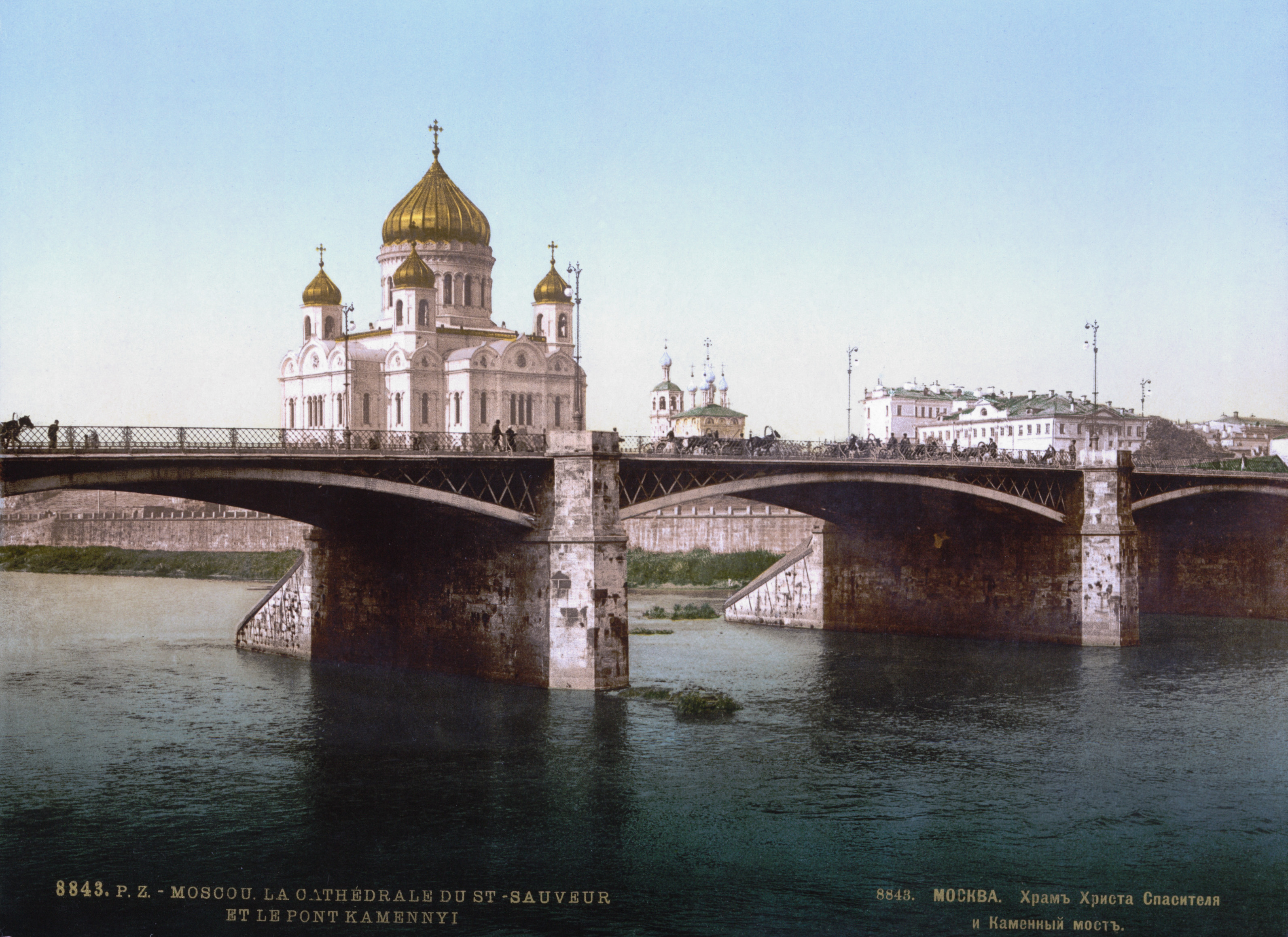
Carte postale montrant la cathédrale du Christ-Sauveur.

L'Union soviétique existe officiellement à partir du premier congrès des Soviets en décembre 1922. Sergueï Kirov, prenant la parole lors de celui-ci, propose de construire un palais des congrès « sur les lieux ayant un jour appartenu aux banquiers, aux propriétaires terriens et aux tsars. » Kirov avance que bientôt des halls existants seraient trop petits pour contenir les délégués des nouvelles républiques de l'Union. Le palais « sera juste une autre pression en faveur du prolétariat européen, encore endormi [...] pour réaliser que nous arrivons pour le bien et pour toujours, que les idées [...] du communisme sont aussi enracinées ici que les puits de pétrole le sont à Bakou. »
En 1924, à la mort de Lénine, la construction temporaire de son mausolée lance une campagne nationale pour construire des mémoriaux à son souvenir à travers le pays. Victor Balikhine, jeune diplômé de Vkhoutemas, propose d'installer un mémorial dédié à Lénine au sommet du bâtiment du Comintern, sur le site de la cathédrale du Christ-Sauveur. « Des lampes à arc inonderont de lumière les villages, les villes, les jardins et les parcs, appelant tout le monde à honorer Lénine, même la nuit ». Le concept de Balikhin, oublié pendant quelques années, resurgit plus tard dans le projet de Boris Iofane.

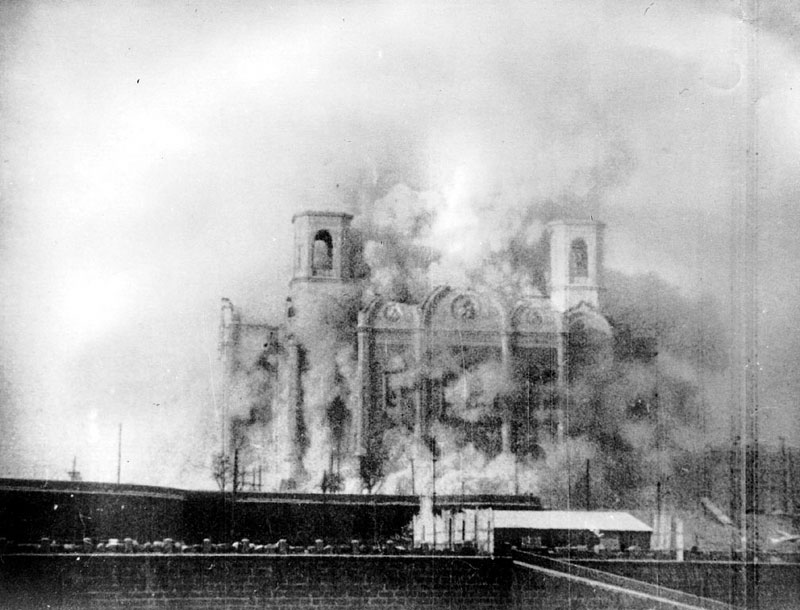
Démolition le 5 décembre 1931.

## Démolition de la cathédrale du Christ-Sauveur
Six années plus tard, en février 1931, l'État lance le premier concours pour le palais des Soviets, distribuant les propositions préliminaires à quinze ateliers d'architectes, aussi bien d'avant-garde que « traditionnels ». Ce concours prend fin au mois de mai, sans lauréat mais avec une victime, la cathédrale du Christ-Sauveur.
Le 2 juin 1931, une conférence du Parti décide du site du futur palais et condamne la cathédrale, une décision formellement approuvée peu après par le Comité exécutif central des soviets, la plus haute institution de l'État. Le 18 juin, jour où les Izvestia annoncent l'ouverture d'un deuxième concours, international celui-là, les commissaires de l'État commencent l'inventaire des biens de la cathédrale. Une petite part est retirée et conservée au frais de l'État au monastère de Donskoï, le reste est laissé en déshérence. La démolition débute le 18 août et s'achève le 5 décembre suivant par la mise à bas de la structure par deux salves d'explosions. L'évacuation des décombres prend plus d'un an.

## Concours public

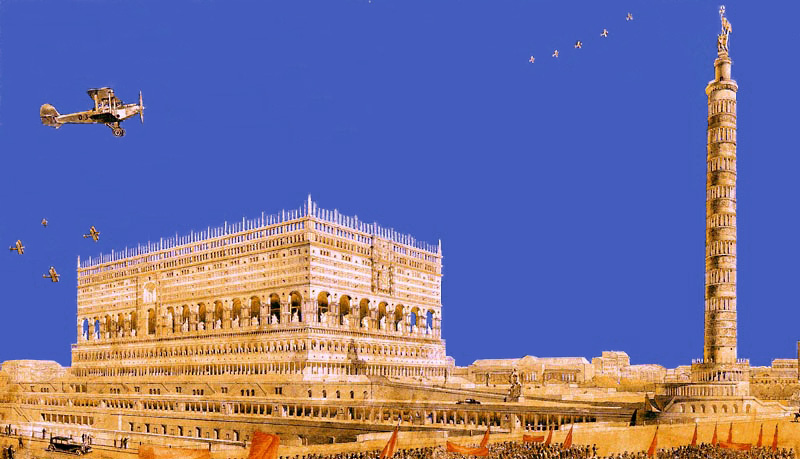
Projet de « palais des Doges » proposé par Vladimir Chtchouko.

Le deuxième concours international et public est annoncé le 18 juillet 1931. Au total pas moins de 272 projets conceptuels sont déposés dont 160 sont des travaux architecturaux (136 soviétiques et 24 étrangers). Le concours attire des architectes d'envergure internationale comme Le Corbusier, Joseph Urban, Walter Gropius, Erich Mendelsohn ou Armando Brasini (le maître italien de Boris Iofane). Les projets américains sont coordonnés par Albert Kahn. Brasini apporte le plus clairement le concept d'une statue de Lénine coiffant un gratte-ciel.
L'impact de ce concours fut énormément prégnant jusqu'en 1941 ; celui-ci eut une diffusion internationale en 1931-1932, avec force revues et reportages publiés à travers le monde. Le conseil des experts fut présidé (du moins officiellement) par le vieux bolchevik Gleb Krzhizhanovsky. Le Time Magazine qualifia ce conseil de « jury dont le membre le plus notable était le dictateur Staline. ».
Plutôt que de déclarer clairement un gagnant, le conseil désigna en février 1932 trois ébauches directrices, celles de Boris Iofane, de Ivan Joltovski et du jeune architecte britannique, alors âgé de 28 ans, Hector Hamilton vivant dans le New Jersey. Ce résultat réclamait une troisième phase de concours - ou l'intervention de l'État. Les trois compétiteurs abandonnèrent alors toute espèce d'avant-gardisme pour se tourner vers un néoclassicisme (voire un éclectisme). Cette décision « réactionnaire » provoqua un tumulte parmi des artistes européens d'avant-garde. Le Corbusier et Sigfried Giedion, à l'origine des CIAM, se plaignirent auprès de Staline, argumentant avec une rhétorique communiste, avançant que cette « décision du conseil est une insulte directe adressée à l'esprit de la Révolution et au plan quinquennal. [Elle constitue] une trahison tragique. »

## La décision
Le concours international n'en fut suivi d'aucun autre, mais de deux autres phases de compétition fermée. La troisième session (mars 1932 - juillet 1932) invita quinze équipes à concourir, la quatrième (juillet 1932 - février 1933) n'en invita que cinq. Le 10 mai 1933, les esquisses de Boris Iofane furent déclarées lauréates. Un duo d'architectes néoclassiques, Vladimir Chtchouko et Vladimir Gelfreikh, furent assignés à l'équipe d'Iofane. Le projet est alors connu comme le projet Iofane-Chtchouko-Gelfreikh.
Cependant, la correspondance publiée récemment entre Staline et Lazare Kaganovitch, identifia le moment de la sélection pas plus tard qu'en août 1932. Le 7 août 1932, Staline écrivit une note à Kaganovich, Molotov et Voroshilov signalant clairement le projet d'Iofane comme le meilleur, et proposait quelques modifications :
- allonger la tour principale, comme une colonne (tel qu'Iofane l'avait proposé lors du premier concours) ;
- la rendre aussi grande, voire plus haute encore, que la tour Eiffel ;
- couronner la colonne avec une faucille et un marteau nimbés de lumière ;
- placer des monuments à Lénine, Marx et Engels devant le bâtiment[12].

## Le projetIofane-Chtchuko-Gelfreikh

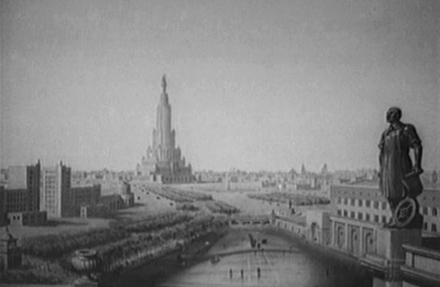
Vue d'artiste incluse dans le film Novaya Moskva (1938) : le Prospekt Lénine et le Palais des Soviets.

Les esquisses originales d'Iofane étaient couronnées par une statue relativement petite du Prolétarien libre. En août 1932, tel que cela apparaît dans les notes de Staline, la statue ayant disparu du projet, il dut personnellement intervenir pour corriger cette omission. Une très haute tour et une statue de Lénine apparurent en fait après la quatrième session, en réponse à un discours de Staline : « Le palais des Soviets est un monument dédié à Lénine. N'ayez pas peur de la hauteur, recherchez-la. » Lors du déroulement du projet, la hauteur passa ainsi de 260 à 415 mètres. La salle principale, avec une capacité d'accueil de 21 000 places, avait une hauteur sous plafond de 100 mètres et un diamètre de 160 mètres (le petit amphithéâtre, situé dans l'aile gauche, n'avait lui qu'une capacité de 6 000 places). Ce projet fut présenté au public en mars 1934. L'artiste américano-lituanien William Zorach « laissa échapper un cri de protestation, accusant les Soviets d'avoir volé une idée qu'il avait soumise pour un mémorial dédié à Lénine à Léningrad » en vain. La structure de la statue fut dessinée ensuite : une version de 100 mètres de haut en 1936 créait une surcharge de 6 000 tonnes. En 1937, Frank Lloyd Wright s'adressant au congrès des architectes soviétiques fit cette remarque : « cette structure — juste une proposition j'espère — serait bonne si on la prenait pour une version moderne de saint Georges terrassant le dragon ».

## Construction

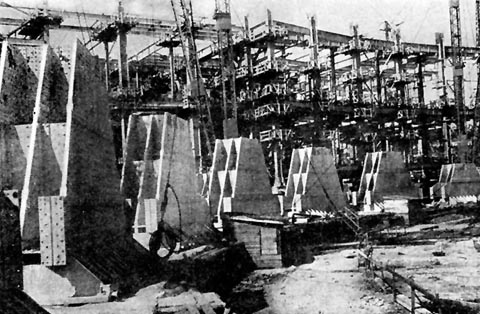
Piles de fondation et charpente (1940).

Les fondations furent achevées en 1939. Les constructeurs enfoncèrent sur un périmètre des piles en acier à 20 mètres de profondeur, excavèrent la fosse, démolirent et déblayèrent les fondations de l'ancienne cathédrale. Les nouvelles fondations étaient faites d'une dalle en béton légèrement concave avec des anneaux verticaux concentriques pour soutenir les colonnes du hall principal. Dès juin 1941, la charpente en acier du premier niveau fut érigée. 
Mais la guerre perturba le chantier : la charpente en acier fut sectionnée en 1941 et 1942, et réutilisée pour le système de fortification de Moscou ainsi que pour construire des ponts de chemin de fer. La fosse des fondations demeura, abandonnée, se remplissant peu à peu d'eau d'infiltration, mais bien gardée néanmoins, jusqu'en 1958.
Pendant ce temps l'équipe d'Iofane, réfugiée à Sverdlovsk, continua de peaufiner le projet. Après la guerre, Iofane produisit une autre version, incluant cette fois le thème de la Victoire, de façon littérale : les halls intérieurs étaient décorés par des motifs de l'ordre de la Victoire. Mais ces esquisses resteront lettre morte ; le chantier sur le site initial ne reprendra jamais. Iofane concourut bien pour le projet de gratte-ciel sur Vorobievy Gory, mais on lui préféra Lev Roudnev. Cependant Roudnev et les autres architectes d'après-guerre conçurent leurs tours comme si le Palais existait, contextualisant tout projet d'envergure avec le palais en toile de fond.

## Influence et répercussions

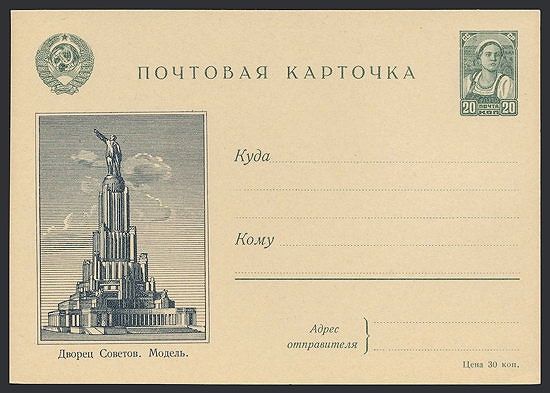
Carte postale de 1941 représentant le palais des Soviets.

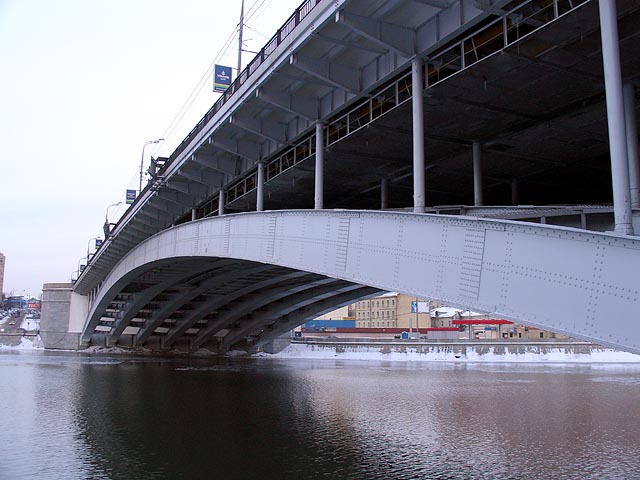
Le pont Bolchoï Krasnokholmski avec ses arches en acier SDS.

Le projet du palais força au développement de nouvelles technologies, notamment l'acier de construction du type DS (ДС, Дворец Советов). L'acier ODS (ou DS) et SDS (ou spécial DS) furent utilisés pour les ponts de Moscou construits dans les années 1930 et la structure du canal Moscou-Volga. Une station de métro proche, aménagée en 1935 par Alexeï Douchkine sur concours, fut nommée Palais des Soviets et rebaptisée Kropotkinskaïa en 1957.
Dès que les premiers jets du projet Iofane-Chtchouko-Gelfreikh furent publiés en 1934, le Palais devint le symbole de l'art soviétique, apparaissant sur les images de propagande telles celles d'Alexandre Deineka. Des animations du Palais non-construit furent insérées dans des films (dont le film de 1938 Novaya Moskva , ou de 1944 Six heures, après la guerre, réalisé quand les studios Mosfilm furent évacués à Tachkent). Des images du palais non-construit furent copiées sur de vrais bâtiments comme l'embarcadère fluvial nord en 1937.
En 1958-1960, les fondations du palais furent nettoyées des décombres et converties en une piscine de plein air, la piscine Moskva. Pratiquement circulaire, elle avait un diamètre de 129,5 mètres et fut un temps la plus grande du monde.
Dans les années 1970, l'État dirigea un concours architectural pour le nouveau musée Lénine, proche du site, entre le musée Pouchkine et le Kremlin. Certains des compétiteurs proposèrent malgré tout de construire ce musée à l'emplacement de la piscine Moskva, prolongeant le projet d'Iofane. Ce projet ne verra jamais le jour.
La cathédrale sera reconstruite entre 1995 et 2000.

## Dans la littérature
Ryszard Kapuściński décrit la démolition de la cathédrale et le projet de construction du palais des Soviets dans un chapitre de son livre Imperium.

## Dans la culture populaire
Dans le jeu vidéo russe Allods Online, la tour de Yasker, située dans la capitale de l'empire, a une architecture très fortement inspirée du palais des Soviets.